# کاراسنت
کاراسنت (انگلیسی: Carasent) شرکت مخابرات آمریکایی است، که در سال ۱۹۹۷ تأسیس شد.